# Château de Beaumont (La Mure)
Pour les articles homonymes, voir Château de Beaumont.
Le château de Beaumont est situé dans la commune de La Mure, en France.

## Situation
Le château de Beaumont est situé dans la commune de La Mure, dans le département de l'Isère et la région Auvergne-Rhône-Alpes. 

## Description
Le château de Beaumont a été édifié au XVe siècle pour Humbert de Comboursier, puis reconstruit au XIXe siècle. Des quatre tours à créneaux et mâchicoulis, seule la tour sud-est subsiste de cette époque. Au XIXe siècle, les Sœurs de la Nativité reconstruisent les lieux (chapelle, seconde tour…) pour l’éducation des jeunes filles. Propriété de la ville depuis l’expulsion des religieuses en 1905, le château poursuit sa vocation scolaire devenant annexe du lycée voisin jusqu’en 1988. Il abrite aujourd’hui des logements sociaux et le foyer des jeunes travailleurs,.

## Historique
Le château de Beaumont est le dernier des trois qui figurent sur le blason de La Mure.